# VIRGOHI21
VIRGOHI21 – rozciągnięta chmura obojętnego wodoru (HI) znajdująca się w gwiazdozbiorze Warkocza Bereniki w odległości około 50 milionów lat świetlnych. Obszar ten został odkryty w 2000 roku i mimo pięciu lat obserwacji nie znaleziono w nim gwiazd. VIRGOHI21 należy do gromady galaktyk w Pannie. Nazwa VIRGOHI21 nawiązuje zarówno do gromady, w której chmura ta została odkryta, jak też obserwacji linii atomowego wodoru w paśmie 21cm.
Obiekt ten, posiadając dużą masę, obraca się jak galaktyka, jednak nie posiada gwiazd. VIRGOHI21 może więc być pierwszą odkrytą ciemną galaktyką nie emitującą żadnego światła gwiezdnego lub też jest po prostu rozciągniętym ogonem pobliskiej galaktyki spiralnej Messier 99. 
Obserwacje wykonane radioteleskopem Westerbork Synthesis Radio Telescope w Holandii wykazały, że wodór należący do VIRGOHI21 prawdopodobnie się obraca. Sugeruje to masę tego obiektu na większą niż 10 miliardów mas Słońca. Ponieważ zaledwie 1% stanowi emitujący fale radiowe wykryty wodór, resztę masy wydaje się wypełniać ciemna materia. Dane te wskazują również, że przekrzywiona oraz posiadająca rozciągnięte jedno ramię spiralne galaktyka M99 mogłaby swój kształt zawdzięczać właśnie grawitacyjnemu działaniu ciemnej galaktyki VIRGOHI21.